# Camot (planta)

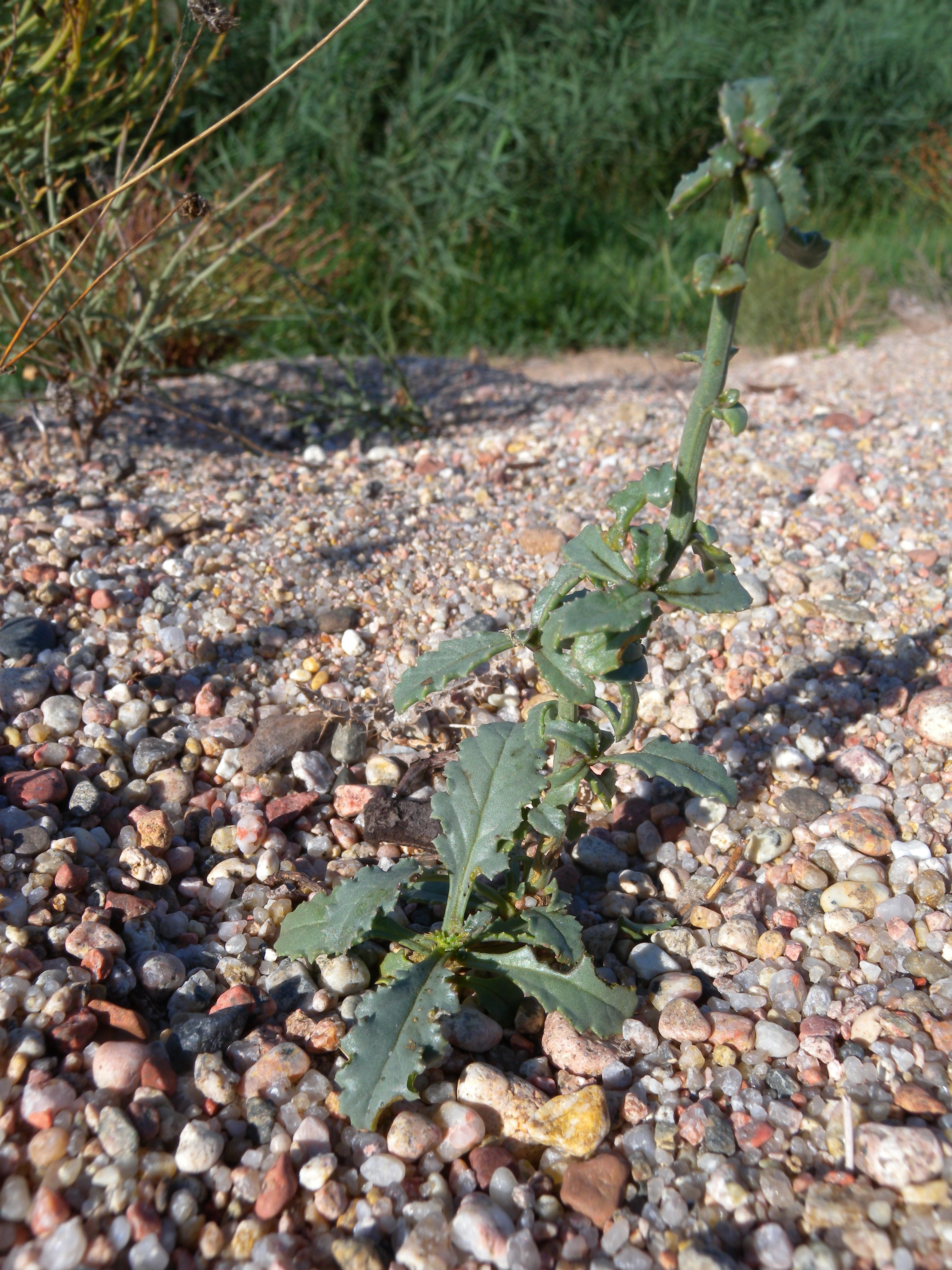
Imatge de les fulles d'una planta jove

El camot (Scrophularia canina subsp. ramosissima) és una subespècie de l'espècie Scrophularia canina, una planta amb flors del gènere Scrophularia dins la família de les escrofulariàcies (Scrophulariaceae). És una planta nativa del Marroc, Algèria, Tunísia, Sardenya, Còrsega, el sud de França i Menorca, on viu en els arenals costaners de l'illa.
Addicionalment pot rebre els noms de camots, escrofulària de ca, escrofulària marina i escrofulària ramosíssima.

## Descripció
Planta subarbustiva perenne i caducifòlia d'una altura entre 20 i 50 cm, extremadament ramificada a la base, amb tiges molt allargades, simples o dividides en branques primes i llargues, llenyoses, cilíndriques i glabres. Les fulles són linears, subpinnades o lleugerament dentades, d'una llargària entre 0,5 i 3 cm, apareixen a finals de l'hivern i cauen a finals de la primavera. Les flors són rogenques amb la corol·la molt petita i s'agrupen en inflorescències en raïm, força llargues, entre 20 i 30 cm, amb pedicels amb una o dues flors. El fruit és una càpsula.

## Taxonomia
Aquest tàxon va ser publicat per primer cop l'any 1807, com una espècie i amb el nom de Scrophularia ramosissima, a l'obra Flora Gallica , seu enumeratio plantarum in Gallia spontè nascentium del botànic francès Jean Louis August Loiseleur-Deslongchamps (1774-1849). Posteriorment, l'any 1894, els botànics Gaston Bonnier (1853-1922) i Georges de Layens (1834-1897) la van publicar com a subespècie a la seva obra Tableaux Synoptiques des Plantes Vasculaires de la Flore de la France.

### Sinònims
Els següents noms científics són sinònims de Scrophularia canina subsp. ramosissima:
- Sinònims homotípics

- Scrophularia canina var. ramosissima (Loisel.) Bég.
- Scrophularia ramosissima Loisel.

- Sinònims heterotípics

- Scrophularia canina var. minoricensis P.Monts.
- Scrophularia ramosissima subsp. minoricensis (P.Monts.) Romo